# أمبليغونيت
الأمبليغونيت (Amblygonite) عبارة عن معدن من الفلوروفوسفات، له الصيغة (Li,Na)AlPO4(F,OH) ويتألف من الفلور والفوسفات والهيدروكسيد والليثيوم والصوديوم والألومنيوم. يحوي هذا المعدن على 10% ليثيوم، ويعد أحد مصادره.
يوجد هذا المعدن في صخور البيغماتيت، والغرانيت وفي عروق القصدير ذات درجات الحرارة العالية، وفي صخور غرايسن، ومن السهل أن يخلط بينه وبين معدن الألبيت ومكونات الفلدسبار. من المعادن الأخرى التي تشارك الأمبليغونيت كل من الإسبودومين والأباتيت والليبيدوليت والتورمالين، بالإضافة إلى المعادن الأخرى الحاملة لليثيوم في عروق البيغماتيت.

## التاريخ
اكتشف الأمبليغونيت لأول مرة عام 1817 في ساكسونيا من قبل آوغست برايتهاوبت August Breithaupt وأطلق عليه هذا الاسم من الإغريقية άμβλύς (أمبلوس) بمعنى مثلّم و γόνυ (غوني) بمعنى زاوية، وذلك بسبب الزاوية المنفرجة بين الأخاديد والانفلاقات البلورية.
إن أكبر بلورة مسجلة وموثقة من الأمبليغونيت قياسها 7.62x2.44x1.83 م3 ووزنها حوالي 102 طن.

## الوفرة
يوجد الأمبليغونيت بعدة مناطق في العالم، منها في ولاية لغمان في أفغانستان، كوردوبا في الأرجنتين، نيوساوث ويلز وأستراليا الغربية في أستراليا، ميناس جرايس وساوباولو في البرازيل، خنان وجيانغشي في الصين، كيمنتس في ألمانيا، مانيتوبا ونوفا سكوشا في كندا، كيفو الجنوبية في جمهورية الكونغو الديمقراطية، جزيرة أوتو في السويد، بوهيميا ومورافيا في جمهورية التشيك، بالإضافة إلى جبال بلاك هيلز في داكوتا الجنوبية في الولايات المتحدة الأمريكية.

## الاستخدامات
استخدم الأمبليغونيت عديم اللون في مجال المجوهرات.